# Oněgin (balet)
Oněgin je výpravný dramatický balet o třech jednáních a šesti scénách od Johna Cranka, který vytvořil nejen choreografii, ale i libreto. Je založen na veršovaném románu Evžen Oněgin od ruského romantika Alexandra Sergejeviče Puškina. John Cranko vytvořil svou verzi baletu poprvé v roce 1965 pro Stuttgartský balet, v hlavní roli s Marcií Haydée (Taťána) a Rayem Barrou (Oněgin). Premiéra první verze baletu se konala 13. dubna 1965, druhé verze pak 27. října 1967. Obě v podání Stuttgartského baletu divadla Staatstheater Stuttgart. Hudbu od Čajkovského, která vycházela především z jeho klavírních děl spíše než z jeho děl orchestrálních, aby doprovázela tanečníky, zaranžoval Kurt-Heinz Stolze.

## Historie vzniku
John Cranko začal pracovat na baletu Oněgin v sezóně 1964/1965 s baletním souborem stuttgartského divadla. Výchozí plán inscenace viděl choreograf takto: „Začínáme s tanci venkovské mládeže (1. jednání v selském stylu). Poté se seznámíme se střední třídou (2. dějství, oslava Tatianiných narozenin na panství Larinových) a nakonec i s vyšší společností (3. dějství, aristokratický ples hlavního města). A uprostřed toho je připravený příběh pro čtyři". 
Mezi lety 1965 a 1967 Cranko několikrát balet upravil. Jeho scénář původně skončil tím, že Tatiana políbila své děti na dobrou noc, což podle jeho názoru zmírnilo drama jejího posledního setkání s Oněginem. Cranko také odstranil prolog, ve kterém byl Oněgin viděn u smrtelné postele svého strýce. Standardní verzi baletu pak poprvé provedla stuttgartská společnost v říjnu 1967.
Patří k vrcholným dílům Johna Cranka, špičky ve světové choreografii, který v něm rozvinul k dokonalosti své výjimečné umění vyprávět příběhy tancem. Literární předloha, veršovaný román Evžen Oněgin, ruského romantika Alexandra Sergejeviče Puškina, patří mezi nejznámější a nejoblíbenější tituly světové literatury. Sleduje příběh petrohradského samolibého hejska Oněgina a vesnické dívky Taťány s jejich míjejícími se milostnými peripetiemi. Poprvé se Puškinovi hrdinové na jeviště dostali díky Petru Iljiči Čajkovskému, který v roce 1878 složil stejnojmennou operu.

## Hlavní postavy baletu
- Oněgin
- Taťána, dcera paní Larinové
- Lenský, přítel Oněgina
- Olga, sestra Taťány, snoubenka Lenského
- Kníže Gremin, přítel rodiny Larinových

## Dějová zápletka
Děj se odehrává na ruském venkovském panství kolem roku 1820 a o deset let později v Petrohradu.

### Prolog
Prolog se objevuje pouze v první verzi. Hraje se však už jen druhá verze baletu.
V domě Oněginova strýce
Oněgin navštíví svého strýce, který umírá. Po této události, se stává jediným dědicem rozsáhlého majetku, který zanechal jeho příbuzný. Oněgin působí vůči personálu a rolnictvu extrémně povýšeně a předstírá, že on je něco lepšího.

### I. jednání

#### 1. obraz
V zahradě paní Larinové.
Její dcery, Taťána a Olga, zkoušejí  zdali se vyplní pověra: když se podívají do zrcadla, mají v něm uvidět svého milého. Olga v zrcadle skutečně spatří svého snoubence Lenského. Taťána uvidí Oněgina, kterého do domu paní Larinové přivedl Lenský, a zamiluje se do něj. Oněgin však společností pohrdá.

#### 2. obraz
Taťána ve své ložnici
Taťána je v myšlenkách u Oněgina. Přestože ho viděla jen krátce a prohodila s ním jen pár slov, napíše mu milostný dopis, ve kterém se přizná ke svým citům k němu. Při psaní usne a zdá se jí sen, ve kterém vidí Oněgina. Ten jí ve snu vyznává lásku. Po probuzení předává Taťána s nadějí dopis chůvě, aby ho doručila.

### II. jednání

#### 1. obraz
V domě paní Larinové
Slaví se Taťánin svátek. Je pozván kníže Gremin, Lenský i Oněgin. Kníže Gremin se dvoří Taťáně, ta mu však uhýbá a pátrá, jak Oněgin odpoví na její dopis. Oněgin odmítá Taťániny city a roztrhá její dopis. Poté tančí a koketuje s Olgou, až ho rozezlený Lenský hozenou rukavicí vyzve na souboj. Oněgin se snaží přítele usmířit, avšak marně.

#### 2. obraz
V opuštěném parku
Má dojít k duelu mezi bývalými přáteli. Olga a Taťána prosí Lenského, aby od souboje upustil, také Oněgin by se chtěl usmířit. Lenský však odmítá. Při souboji Oněgin Lenského zastřelí.

### III. jednání

#### 1. obraz
Taneční sál v domu knížete Gremina
Děj se odehrává po deseti letech od souboje Oněgina s Lenským. Oněgin přichází do domu knížete Gremina, kde se právě koná ples. Na něm Gremin tančí se svou ženou – Taťánou. Oněgin se nyní do Taťány zamiluje, při setkání teď dává Taťána Oněginovi najevo svůj nezájem.

#### 2. obraz
Taťánin pokoj
Taťána čte Oněginův dopis, ve kterém ji žádá, aby ji směl navštívit. Přichází kníže Gremin, aby své ženě oznámil, že odchází a rozloučil se s ní. Marně ho Taťána přemlouvá, aby zůstal s ní. Kníže odchází. Za chvíli přichází nejistý Oněgin a vyznává Taťáně lásku. Ta ho zprvu odmítá, pak na chvíli přece jen podlehne. Uvědomuje si však dřívější i současné okolnosti. Roztrhá Oněginův dopis, útržky mu vrací, stejně jako on kdysi jí, a nakazuje mu, aby odešel. Nešťastný Oněgin uposlechne.

## Hudba
Balet Oněgin a opera Evžen Oněgin mají společnou pouze literární předlohu od Puškina a skutečnost, že hudební skladatel se v obou dílech jmenuje Čajkovskij. Skladatel Kurt-Heinz Stolze sestavil hudbu z mnoha dnes již téměř neznámých Čajkovského děl, včetně skladeb z klavírního cyklu Roční období a fragmentů z opery Střevíčky. Pro grand pas de deux ve druhém obrazu prvního jednání byl použit duet z Romea a Julie; střední věta ze symfonické básně Francesca da Rimini se nachází v pas de deux třetího jednání. Zhruba tři čtvrtiny hudby pochází z Čajkovského klavírních skladeb a pro balet je orchestroval Stolze. Výběr skladeb vysvětlil takto:
„Mým cílem bylo převést dramatickou myšlenku do velkých hudebních forem. Tyto formy měly na jedné straně zajistit vývoj děje a na druhé straně měly obsahovat krátká hudební čísla, která se snadno roztančí. K tomuto účelu se zvláště hodila Čajkovského klavírní díla: tvoří asi tři čtvrtiny hudby představení."
Hudba z Čajkovského opery Evgen Oněgin nebyla při tvorbě baletu Oněgin přes dějovou blízkost obou děl vůbec použita.

## Inscenační historie
Po premiéře ve Stuttgartu 13. dubna 1965 se balet stále úspěšně hraje na scénách mnoha divadel po celém světě. V roce 1972 uvedl Cranko baletní představení na scéně Státní opery v Mnichově a v roce 1976 na scéně Královské opery ve Stockholmu. Kromě toho se objevil v repertoáru tak slavných baletních souborů jako jsou Royal Ballet (Londýn), Pařížská Opera, American Ballet Theatre (New York), Australian Ballet (Sydney), National Ballet of Canada (Toronto), La Scala (Milán), Nizozemský národní balet (Amsterdam), Státní balet v Berlíně, Vídeňská státní opera, Královský dánský balet (Kodaň), Divadlo Colon (Buenos Aires) a dalších. V SSSR bylo představení uvedeno v roce 1972 během turné souboru Stuttgart Ballet. V Rusku byl balet poprvé uveden 12. července 2013 na historické scéně Velkého divadla v Moskvě. 
Premiéra v pražském Smetanově divadle se konala 20.09.1982. Na repertoáru baletu ND v Praze byl titul v letech 2005–2012 a znovu od 20.2.2020.  Crankův Oněgin je považován za klenot světového baletního dědictví a objevuje se nepřetržitě na repertoáru významných světových divadel. Inscenace svým výtvarným pojetím plně navozuje atmosféru Puškinova románu.